# Bryan Campbell
Bryan Albert Campbell (* 27. März 1944 in Sudbury, Ontario) ist ein ehemaliger kanadischer Eishockeyspieler, der im Verlauf seiner aktiven Karriere zwischen 1961 und 1978 unter anderem 282 Spiele für die Los Angeles Kings und Chicago Black Hawks in der National Hockey League (NHL) sowie 441 weitere für die Philadelphia Blazers, Vancouver Blazers, Cincinnati Stingers, Indianapolis Racers und Edmonton Oilers in der World Hockey Association (WHA) auf der Position des Centers bestritten hat.

## Karriere
Campbell verbrachte seine Juniorenzeit zwischen 1961 und 1964 bei den Hamilton Red Wings in der Ontario Hockey Association (OHA). Gleich in seinem Rookiejahr gewann der Stürmer mit den Red Wings das Double bestehend aus dem J. Ross Robertson Cup der OHA sowie dem prestigeträchtigen Memorial Cup, der unter den besten Juniorenmannschaften ganz Kanadas ausgespielt wurde. Während seiner Juniorenkarriere erhielt Campbell durch die Verbindung zu den Detroit Red Wings aus der National Hockey League (NHL) dort einen Vertrag. Gegen Ende seiner letzten Spielzeit im Juniorenbereich wechselte er zu den Edmonton Oil Kings, die als Juniorenmannschaft dem Spielbetrieb der Central Alberta Hockey League (CAHL) angehörten, und unterstützte die Mannschaft im Rahmen des Memorial Cup 1964. Ebenso debütierte der Angreifer bei den Cincinnati Wings, einem Farmteam der Detroit Red Wings, in der Central Professional Hockey League (CPHL) im Profibereich.
Nach seinem endgültigen Wechsel zu den Profis im Sommer 1964 lief Campbell in den folgenden beiden Spieljahren weiter in der CPHL auf und stand im Kader des umgesiedelten Red-Wings-Kooperationspartners Memphis Wings. Trotz guter Spielzeiten mit jeweils mindestens 55 Scorerpunkten und mehr als 20 Toren kam er in Detroit nicht zu seinem NHL-Debüt. Stattdessen wurde er im Intra-League Draft von den New York Rangers ausgewählt, die damit seinen Vertrag übernahmen. Auch im Franchise der Rangers blieb für den jungen Kanadier der Sprung in die NHL aus, und er war weiterhin in der CPHL aktiv. Dort verbrachte er die Saison 1966/67 bei den Omaha Knights und blieb folglich für den NHL Expansion Draft 1967 ungeschützt. Im Draft wurde Campbell von den neu gegründeten Los Angeles Kings ausgewählt. Bei den Kings gelang dem Offensivspieler schließlich der erhoffte Sprung in die NHL, in der er in der Saison 1967/68 insgesamt 50 Partien inklusive der Stanley-Cup-Playoffs 1968 bestritt. In den folgenden beiden Spielzeiten, in denen Los Angeles’ Kader verstärkt worden war, pendelte Campbell zwischen dem NHL-Aufgebot und dem des Farmteams Springfield Kings in der American Hockey League (AHL), bevor er im Verlauf der Spielezeit 1969/70 erneut Teil eines Transfergeschäfts wurde. Gemeinsam mit Bill White und Gerry Desjardins wurde er im Februar 1970 im Tausch für Gilles Marotte, Jim Stanfield und Denis DeJordy zu den Chicago Black Hawks abgegeben. In der Spielzeit 1970/71 gelang ihm in einer Sturmreihe mit Bobby Hull und Chico Maki der Durchbruch in der NHL und er erzielte 54 Scorerpunkte in 78 Saisonspielen. In der folgenden Spielzeit ließ er lediglich 18 Punkte in 75 Partien folgen.
Nachdem Campbell im Sommer 1972 keinen Folgevertrag bei den Black Hawks erhalten hatte, entschied sich der Stürmer, in die neu gegründete World Hockey Association (WHA) zu wechseln. Dort hatten im Februar 1972 die Chicago Cougars im WHA General Player Draft seine Transferrechte erworben, diese aber im bereits im Mai an den Ligakonkurrenten Philadelphia Blazers verkauft. Bei den Blazers verbrachte Campbell die Spielzeit 1972/73 und beging in der Folge mit der Organisation die Umsiedlung ins kanadische Vancouver, wo es aber der Saison 1973/74 unter dem Namen Vancouver Blazers firmierte. Der Mittelstürmer spielte nach dem Umzug weitere zwei Spielzeiten bei den Blazers. Nach einem massiven Zuschauerschwund in der Spielzeit 1974/75 wurden die Vancouver Blazers nach Calgary umgesiedelt. Allerdings bestritt Campbell keine weiteren Partien für die nun als Calgary Cowboys bekannte Organisation, da er im September 1975 an den Ligakonkurrenten Cincinnati Stingers verkauft wurde. Er verbrachte dort ein Spieljahr, ehe er abermals innerhalb der Liga transferiert wurde. Für seinen neuen Arbeitgeber Indianapolis Racers absolvierte er vom Beginn der Saison 1976/77 bis zum November 1976 lediglich acht Partien, bevor er im Tausch für Gene Peacosh an die Edmonton Oilers abgegeben. Bei den Oilers war der Angreifer bis zum Ende der Spielzeit 1977/78 in 124 Begegnungen aktiv. Anschließend beendete er im Sommer 1978 im Alter von 34 Jahren seine aktive Karriere.

## Erfolge und Auszeichnungen
- 1962 J.-Ross-Robertson-Cup-Gewinn mit den Hamilton Red Wings
- 1962 Memorial-Cup-Gewinn mit den Hamilton Red Wings
- 1974 Teilnahme am WHA All-Star Game

## Karrierestatistik
(Legende zur Spielerstatistik: Sp oder GP = absolvierte Spiele; T oder G = erzielte Tore; V oder A = erzielte Assists; Pkt oder Pts = erzielte Scorerpunkte; SM oder PIM = erhaltene Strafminuten; +/− = Plus/Minus-Bilanz; PP = erzielte Überzahltore; SH = erzielte Unterzahltore; GW = erzielte Siegtore; 1 Play-downs/Relegation; Kursiv: Statistik nicht vollständig)